# Liste der Kulturdenkmäler in Biebelsheim
In der Liste der Kulturdenkmäler in Biebelsheim sind alle Kulturdenkmäler der rheinland-pfälzischen Ortsgemeinde Biebelsheim aufgeführt. Grundlage ist die Denkmalliste des Landes Rheinland-Pfalz (Stand: 2. August 2023).

## Einzeldenkmäler
| Bezeichnung                | Lage                               | Baujahr                              | Beschreibung                                                                  | Bild            |
| -------------------------- | ---------------------------------- | ------------------------------------ | ----------------------------------------------------------------------------- | --------------- |
| Hofanlage                  | Backhausgasse 12 Lage              | 1808                                 | Hofanlage, Fachwerkhaus mit Torfahrt, bezeichnet 1808                         | BW              |
| Hofanlage                  | Backhausgasse 13 Lage              | 18. oder Anfang des 19. Jahrhunderts | Dreiseithof, 18. oder Anfang des 19. Jahrhunderts                             | BW              |
| Grabmal                    | Hauptstraße, auf dem Friedhof Lage | um 1900                              | Grabmal Johann Fischborn, spätgründerzeitliche Ädikula mit Renaissancemotiven | BW              |
| Weingut                    | Hauptstraße 6 Lage                 | um 1890/1900                         | Weingut; eineinhalbgeschossiger villenartiger Klinkerbau, um 1890/1900        | BW              |
| Villa Walldorf             | Hauptstraße 30 Lage                | um 1880/90                           | Villa Walldorf; Neurenaissance, um 1880/90                                    | BW              |
| Wohnhaus                   | Obergasse 2, Weihergasse 5/5a Lage | 17. Jahrhundert                      | Fachwerkhaus mit Fenstererker, 17. Jahrhundert                                | BW              |
| Evangelische Martinskirche | Obergasse 3 Lage                   | 1496                                 | spätgotischer Saalbau mit eingezogenem Chor, bezeichnet 1496                  | Fotos hochladen |
| Kriegerdenkmal             | Obergasse, bei Nr. 3 Lage          |                                      | Kriegerdenkmal 1914/18                                                        | BW              |
| Wohnhaus                   | Obergasse 4 Lage                   | 18. Jahrhundert                      | barockes Fachwerkhaus, 18. Jahrhundert                                        | BW              |
| Portal                     | Obergasse, an Nr. 10 Lage          | 1776                                 | spätbarockes Oberlichtportal, bezeichnet 1776                                 | BW              |
| Kindergarten               | Schulstraße 12 Lage                | 1893                                 | ehemalige Schule; Sandsteinquaderbau, bezeichnet 1893                         | BW              |
| Wohnhaus                   | Untergasse 4 Lage                  | 18. Jahrhundert                      | barockes Fachwerkhaus, 18. Jahrhundert                                        | BW              |